# David E. Scherman
David Edward Scherman (* 1916 in New York City; † 5. Mai 1997 ebenda) war ein amerikanischer Fotojournalist und Herausgeber.

## Leben und Wirken
Scherman wurde im New Yorker Stadtteil Manhattan in eine jüdische Familie geboren, wuchs in New Rochelle im Bundesstaat New York auf und besuchte das Dartmouth College. Er graduierte im Jahr 1936 und wurde Fotograf beim Fotomagazin Life, für das er viele Aufnahmen im Zweiten Weltkrieg machte.
Am 17. April 1941 war Scherman mit einem Kollegen der Zeitschrift Fortune, Charles J. V. Murphy, auf dem ägyptischen Frachter Zamzam, als das Schiff vom deutschen Hilfskreuzer Atlantis, der zu diesem Zeitpunkt unter dem Namen Tamesis als Handelsschiff getarnt war, im Atlantik versenkt wurde. Besatzung und Passagiere wurden gefangen genommen. Scherman machte Aufnahmen von dem Schiff und konnte vier Filmrollen durchschmuggeln. Nach der Freilassung schrieb Murphy einen Beitrag in Life, illustriert mit den Fotos von Scherman, der am 23. Juni 1941 unter dem Titel The Sinking of the „Zamzam“ veröffentlicht wurde. Die Fotos halfen später den Briten, das Schiff Atlantis zu identifizieren und es daraufhin zu zerstören.
Mit der amerikanischen Fotografin Lee Miller, die bei Condé Nast für die Zeitschrift Vogue angestellt war, arbeitete Scherman eng zusammen und war auch kurz mit ihr liiert. Eine Fotografie Schermans von Miller in Adolf Hitlers Badewanne in dessen Münchner Wohnung, aufgenommen 1945 kurz nach Hitlers Selbstmord in Berlin, ist eine der bekanntesten Aufnahmen aus der Partnerschaft.
Scherman gab 1972 seine Arbeit als Fotograf bei Life auf und wurde einer der Herausgeber zu dem Zeitpunkt, als das Magazin seine wöchentliche Erscheinungsweise einstellte und unregelmäßig erschien. Scherman war seit 1949 mit Rosemarie Redlich, einer Tochter des bedeutenden österreichischen Politikers und Juristen Josef Redlich, verheiratet. Er starb im Alter von 81 Jahren in Stony Point, New York, an Krebs.
Im Film Die Fotografin aus dem Jahr 2023, welcher Schermans Zusammenarbeit mit Miller während des Zweiten Weltkriegs darstellt, wird seine Rolle von Andy Samberg verkörpert.

## Veröffentlichungen
- The Best of Life, Time-Life Books, New York 1973, ISBN 978-0-380-00187-3
- Life Goes to the Movies, Time-Life Books, New York 1975, Neuauflage University of Michigan 2010, ISBN 978-0-6717-9000-4
- Mit Rosemarie Redlich: Literary America: A Chronicle of American Writers from 1607–1952, Erstausgabe 1952. Greenwood Pub Group Inc., 1978, ISBN 978-0-8371-8017-5
- Mit John R. McCrary: First of the Many: Journal of Action with the Men of the Eighth Air Force, Erstausgabe 1944. Robson Books Ltd. 1981, ISBN 978-0-86051-129-8
- Mit Richard Wilcox: Literary England: Photographs of Places Made Memorable in English Literature, Erstausgabe 1944. Arden Library, 1985, ISBN 978-0-8495-4978-6
- Antony Penrose (Hrsg.), David E. Scherman (Vorwort): Lee Miller’s War: Photographer and Correspondent with the Allies in Europe 1944–45. Thames & Hudson, New York 2005 [Neuauflage, Erstveröffentlichung bei Condé Nast Books 1992], ISBN 0-500-28558-6

## Sekundärliteratur
- John Loengard: LIFE Photographers: What They Saw. Little, Brown and Company 1998, ISBN 0-8212-2518-9